# 1807, Friedland
1807, Friedland – batalistyczny obraz olejny, namalowany przez francuskiego malarza Jeana-Louisa-Ernesta Meissoniera w latach 1861–1875, znajdujący się w zbiorach Metropolitan Museum of Art w Nowym Jorku.

## Opis
Największy i najbardziej ambitny obraz Meissoniera, przedstawia jedno z największych zwycięstw cesarza Francuzów Napoleona, które odniósł nad wojskami rosyjskimi w bitwie pod Frydlandem 14 czerwca 1807 w czasie IV koalicji antyfrancuskiej. Napoleon ukazany jest na białym koniu z uniesionym bikornem w prawej dłoni, w towarzystwie swoich oficerów zidentyfikowanych jako Louis-Alexandre Berthier, Jean-Baptiste Bessières, Geraud Duroc i Étienne Marie Antoine Champion de Nansouty, w momencie przeglądu triumfujących kirasjerów.
Prace nad obrazem zajęły artyście prawie piętnaście lat. Meissonier zaczął od namalowania nieba i wykonał osobne studia dla każdego konia i człowieka, wykorzystując między innymi woskowe modele – do naszych czasów zachował się jeden wykorzystany do namalowania huzara widocznego z przodu, po lewej stronie obrazu. Ukończone dzieło wzbudziło sensację i było powszechnie chwalone, choć nie brakowało głosów sprzeciwu. Pisarz Henry James skrytykował obraz jako „części, a nie interesującą całość”. Malarz Édouard Manet zażartował, że „wszystko wygląda jak ze stali... z wyjątkiem kirysów”. Krytyk Henry Houssaye zauważył, że Napoleon nie dokonał przeglądu wojsk pod Frydlandem.

## Galeria

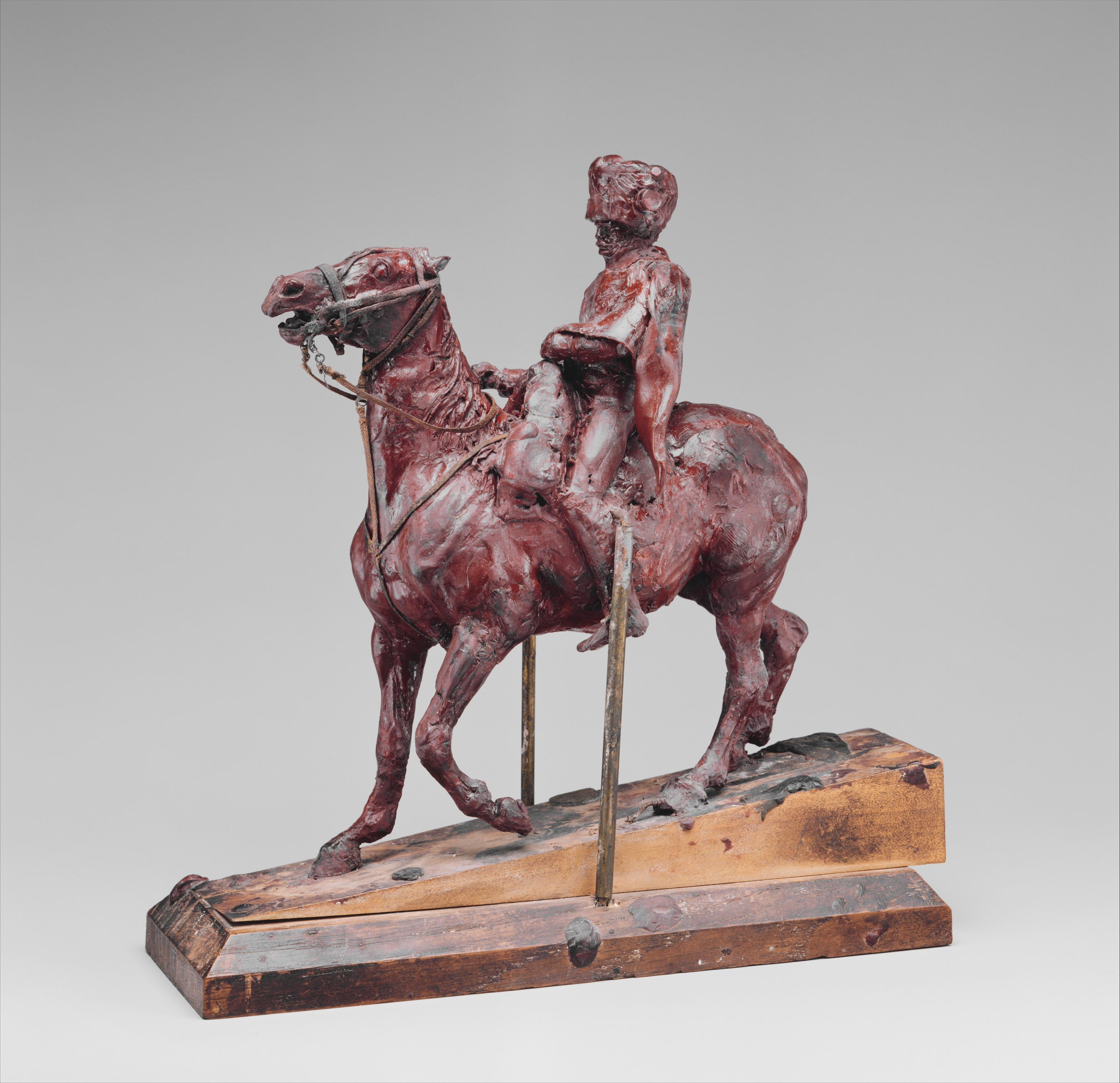
Figura huzara wykorzystana w pracach nad obrazem
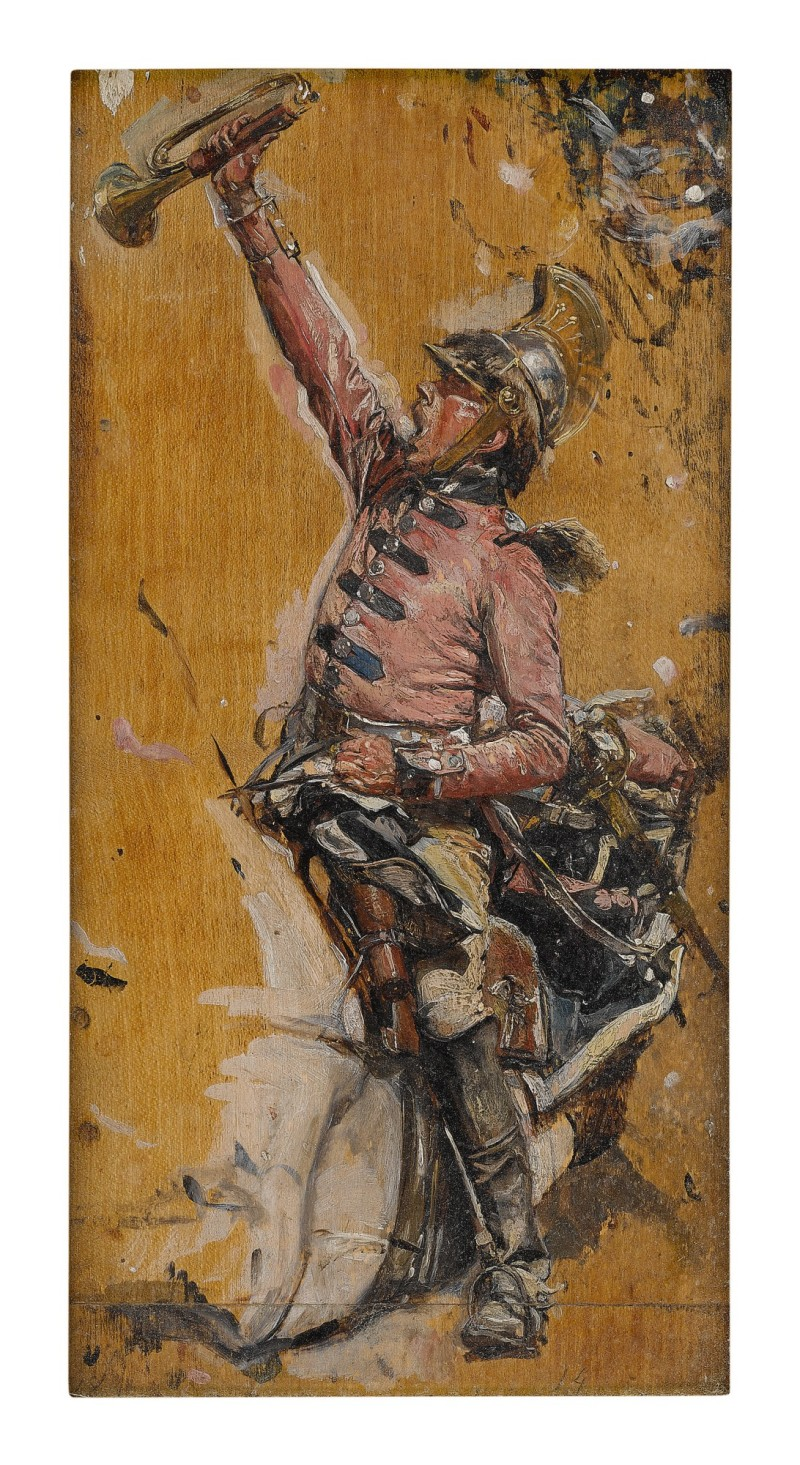
Studium trębacza widocznego na obrazie